# 泰國—土耳其關係
泰国－土耳其关系（土耳其語：Tayland-Türkiye ilişkileri）是指历史上的泰国和土耳其（包括現在的泰王國與土耳其共和国）之间的双边关系。现代泰国与土耳其于1958年建立正式外交关系，随后互设大使馆。但两国最早的政治交流可以追溯到泰国王子丹龍·拉差努帕1891年访问奥斯曼帝国，当时，他得到了奥斯曼帝国苏丹阿卜杜勒-哈米德二世的接待。

## 政治交流
泰国与土耳其曾经作为美国的盟友，在1950年—1953年的韓戰期间，派遣了大批部队进入朝鮮半岛，兵援尚未建交的大韓民國。随后，意识形态相近的泰国与土耳其也在1958年建立邦交，此后两国关系友好发展。而土耳其亦於同年在泰国首都曼谷設立大使馆，首任大使内傑代特·肯特则於1959年1月15日向泰方遞交國書。
2005年，泰国总理他信·钦那瓦首次访问了土耳其，其后，他信的妹妹英叻·钦那瓦在出任泰国总理后亦于2013年出访了土耳其，并代表泰国政府与土耳其政府签署了受刑人引渡协议。2015年，土耳其外交部长梅夫吕特·恰武什奥卢亦出访了泰国。
2017年，泰国政府为已故泰王普密蓬·阿杜德举行国葬，土耳其外交部副部长厄舍克（Fihri Işık）率团前往泰国参加葬礼，并追悼泰王。

### 外交代表机构
1958年，土耳其在泰国设立大使馆，土耳其駐泰國大使館内除大使外，尚設有參贊、秘書及專員等職位，商務參贊室等部門隨使館常駐曼谷，但文化促進參贊室、武官室等部門則常駐馬來西亞首都吉隆坡。该館自1958年建館後，亦長期兼當土耳其對寮國、緬甸等邦交國所設的代表機構，土國駐這些國家的大使也由常駐曼谷的駐泰大使兼任。
泰国在建交之初曾经派遣驻奥地利大使兼任驻土耳其大使，直到1972年泰国在土耳其首都安卡拉设立大使馆，其后也兼辖泰国驻北马其顿、阿塞拜疆、喬治亞、土库曼斯坦等国的业务。

## 旅行与簽證

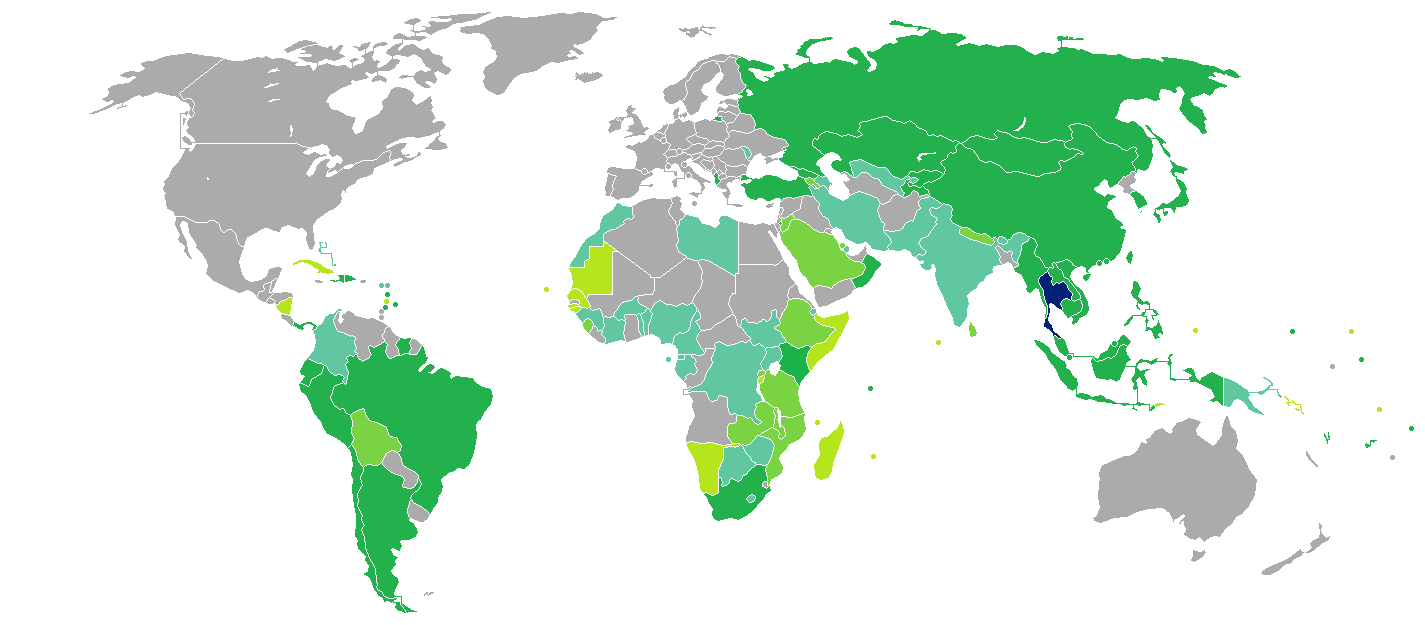
持泰國護照的泰國公民簽證要求分布圖：入境土耳其可以免签证。

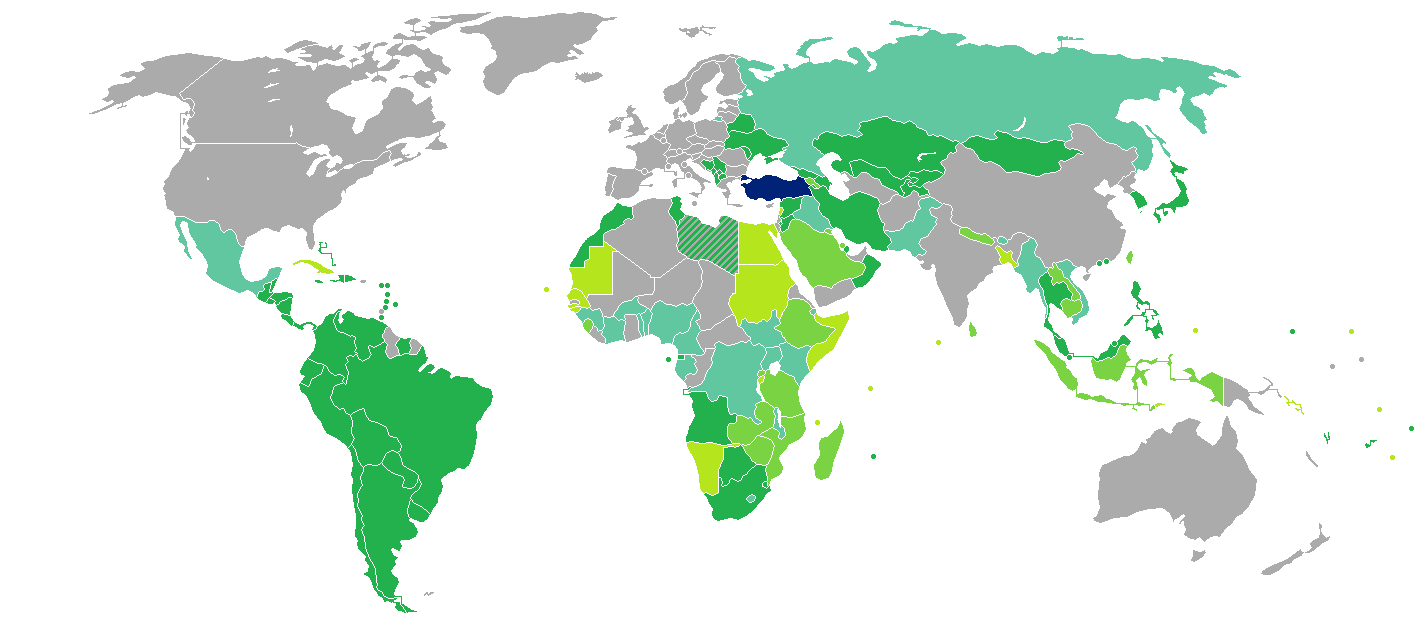
持土耳其護照的土耳其公民簽證要求分布圖：入境泰國可以免签证。

持泰國護照的泰國公民可以免签证入境土耳其，停留不超过30天。
持土耳其護照的土耳其公民可以免签证入境泰国，停留不超过30天。

## 经济交流

### 经贸交流
据經濟複雜性研究中心统计，2020年，泰国向土耳其出口了11.6亿美元，主要出口汽车及其零部件、橡胶及其制品、空调机等工业产品。同年，土耳其向泰国出口了3.46亿美元，主要出口原油、化工产品等。
泰国、土耳其两国政府目前正在就双边自贸协定进行谈判。

### 相互投资
1966年，泰、土两国政府签署的友好經濟關係條約，为泰、土两国各自的企业进入对方市场提供了便利。2017年，共有32家土耳其企业在泰国设有投资项目，泰国则有15家企业在土耳其有投资项目。

## 文化交流

### 教育
2014-2015年度，共有48名泰国留学生获得了土耳其政府奖学金并在土耳其各大学接受高等教育。泰国亦在土耳其成立了土耳其泰国留学生联谊会。

## 交通

### 航空

#### 客運
两国间有直航航班：
| 泰國         | 土耳其（按照都會區人口排列） |
| ------------ | ---------------------------- |
| 曼谷蘇凡納布 | 伊斯坦堡（土耳其航空）       |
| 普吉         | 伊斯坦堡（土耳其航空，包机） |